# Sam Moore
Pour les articles homonymes, voir Samuel Moore et Moore.
Samuel David Moore, dit Sam Moore, est un chanteur américain de soul né le 12 octobre 1935 à Miami (Floride) et mort le 10 janvier 2025 à Coral Gables (Floride). Il est connu pour son duo Sam & Dave avec David Prater.

## Biographie
Issu d'une famille religieuse, Sam Moore s'est initié à la musique en chantant à l'église. Devenu adulte, il chante dans un groupe de gospel de renommée locale, The Mellonaires. Suivant l'exemple de Jackie Wilson, il décide de s'éloigner du gospel. Il refuse même d'entrer dans les Soul Stirrers pour y remplacer Sam Cooke parti pour mener sa propre carrière.
Organisateur d'un concours de chant, il rencontre David Prater, avec qui il forme en 1961 le duo Sam & Dave.

### L'aprèsSam & Dave
Après la séparation du duo en 1981, Sam Moore doit suivre un programme de désintoxication.
Sept ans plus tard, en 1988, il enregistre une nouvelle version de Soul Man avec Lou Reed. En 1989, on le voit dans le film Tapeheads. Débarrassé de ses problèmes de drogue, il continue de se produire sous l'appellation Sam and Dave's Legendary Sam Moore (soit « le légendaire Sam Moore de Sam & Dave »). Il participe également à des concerts des Blues Brothers et apparaît sur des chansons de l'album de Bruce Springsteen Human Touch.
Il fera partie de la distribution du film Blues Brothers 2000.
Il est le protagoniste du documentaire Only the Strong Survive de Donn Alan Pennebaker présenté à Cannes à la quinzaine des réalisateurs en 2002.
En janvier 2017, il chante à l'investiture du 45e président des États-Unis, Donald Trump.